# Vogelmelkroest
De vogelmelkroest (Puccinia liliacearum) is een roest op Ornithogalum-soorten. Het is een microcyclische soort zonder aecia en uredinia. Het werd beschreven vanuit Ornithogalum umbellatum in Frankrijk en komt veel voor in Europa en Azië. Het is geïntroduceerd in Noord-Amerika.

## Kenmerken
De spermogonia zitten te midden van de telia en zijn oranje van kleur. De telia zijn diep ingezonken, beiderzijdig, bruin, lange tijd door de epidermis bedekt, daarna openend door een pore. De sporen zijn glad en 2-cellig.

## Verspreiding
De vogelmelkroest komt in Nederland vrij zeldzaam voor.

## Foto's

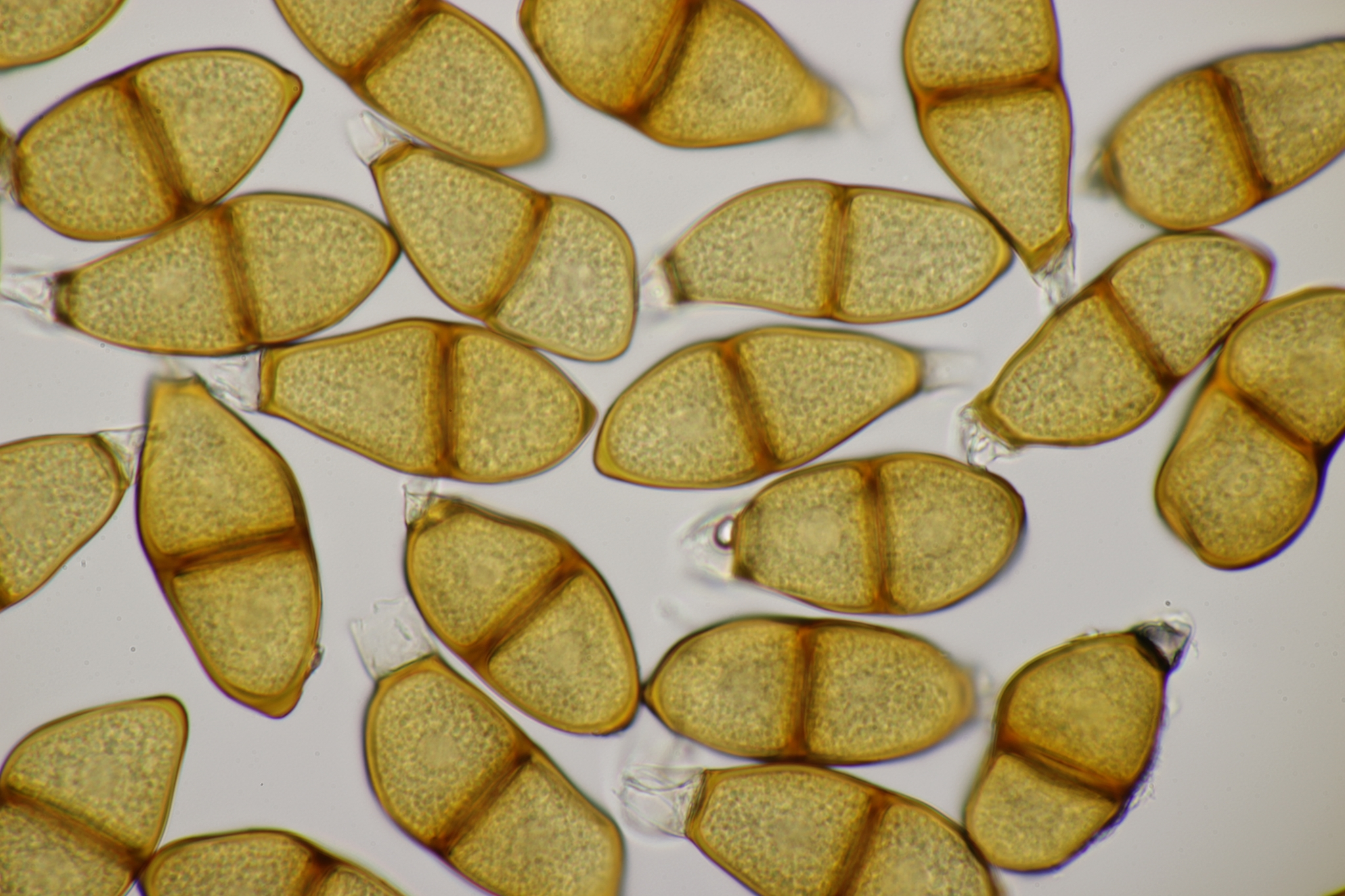
Teliosporen
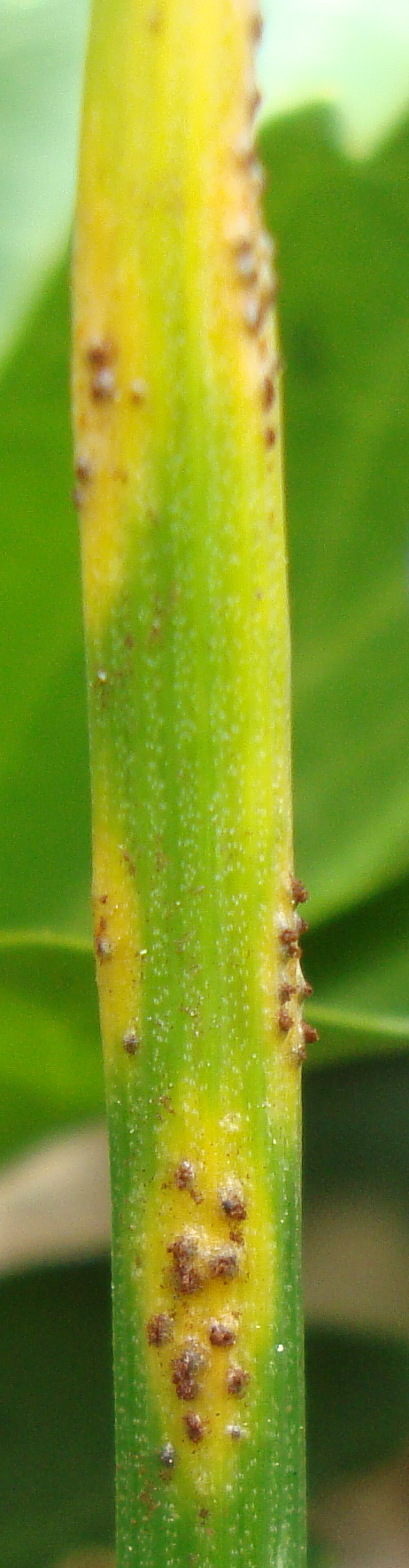
Blad met infectie